# Marie Catherine Abena
Marie Catherine Abena, née le 20 mars 1954 à Yaoundé et morte le 19 mars 2014 dans la même ville, est une haut-fonctionnaire, femme politique et auteure camerounaise. Elle occupe les fonctions de secrétaire d'État au ministère des Enseignements secondaires de décembre 2004 à 2009, dans le gouvernement du Premier ministre Ephraïm Inoni. 

## Biographie

### Enfance et débuts
Marie Catherine Abena est née le 20 mars 1954 à Yaoundé. Originaire d'Awaé dans la région du Centre au Cameroun, elle est la première fille des neuf enfants de Manga Pauline Jacqueline et de feu Abena Hubert Claude, administrateur civil et ancien préfet. 

### Carrière
Diplômée de l’École normale supérieure de Yaoundé, Marie Catherine Abena est d'abord professeure des lycées d’enseignement général (PLEG). Avant sa nomination en décembre 2004 comme secrétaire d’État au ministère des Enseignements secondaires, elle est inspectrice provinciale de pédagogie de français dans la province du Centre. Ensuite, elle est promue cheffe du centre des ressources de Yaoundé et après inspectrice nationale de pédagogie de français.  

### Poursuites pour détournements de fonds publics
Le 8 janvier 2010, elle est incarcérée à la prison de Kondengui dans le cadre de l’opération Épervier. Elle est accusée de détournement de fonds publics à hauteur de 250 millions de francs CFA, avec neuf autres coaccusés. Après la sentence du tribunal de grande instance du Mfoundi, elle est placée sous mandat de détention provisoire. Rejetant cette décision, elle entame une grève de la faim pour clamer son innocence. Son état de santé se fragilise si bien qu'elle passe le clair de son temps à l'hôpital qu'en prison. Elle meurt le 19 mars 2014 à l’hôpital de la CNPS de Yaoundé,,.

## Publications
- Sur les traces de Pépé, CCINIA, 20 juin 2008.